# Ferdinando Salce
Ferdinando Salce (detto Nando; Treviso, 22 marzo 1877 – Treviso, 1962) è stato un collezionista d'arte italiano.

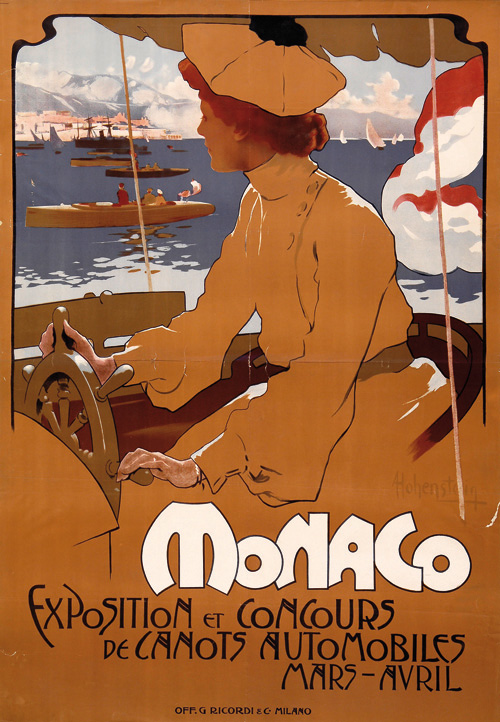
Adolf Hohenstein: manifesto pubblicitario del 1900.

La sua collezione di manifesti pubblicitari, quasi 25.000 pezzi raccolti dal 1895 al 1962, è oggi di proprietà dello Stato e conservata presso il Museo nazionale Collezione Salce. I materiali della raccolta sono esposti a rotazione nell'ambito di mostre temporanee di carattere monografico o tematico.

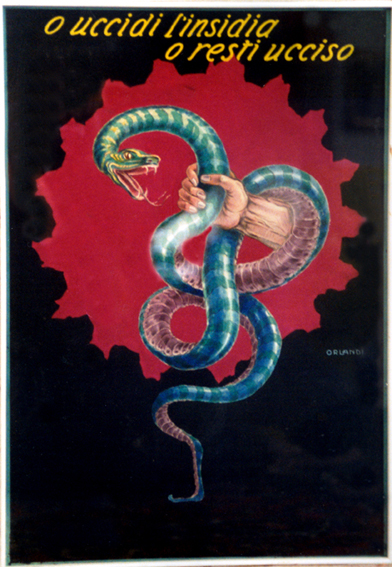
Orlando Orlandi: manifesto pubblicitario del 1921

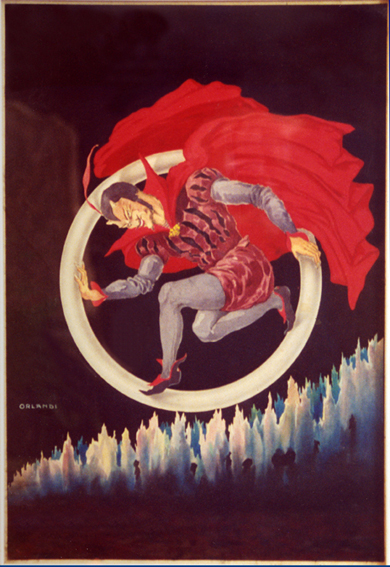
Orlando Orlandi: manifesto pubblicitario Pneumatici Pirelli

## Biografia
Discendente di una agiata famiglia di commercianti di tessuti, Nando Salce nacque a Treviso il 22 marzo 1877. 
Si diplomò in ragioneria per volere del padre, che pensava a lui quale contabile per l'azienda. 
Con la maggiore età, nel 1898, fu regolarmente associato all'azienda di famiglia, ma la struttura del personale dipendente era così efficiente che egli non ebbe bisogno di lavorare (nella scheda anagrafica alla voce “professione” risulta “benestante”), dedicandosi assieme alla moglie Regina (Gina) Gregorj, discendente di una delle più importanti manifatture ceramiche d'Italia, (“benestante e possidente” all'anagrafe) alla passione del collezionismo.
La coppia si dedicò alla collezione di diversi oggetti (tappi di bottiglia, scatole di fiammiferi, menù speciali) ma la passione più importante fu sicuramente quella per le affiches.
La collezione di manifesti nacque nel dicembre 1895, con l'acquisto di "contrabbando" dall'attacchino comunale, al prezzo di una lira, del manifesto della Società Anonima Incandescenza a Gas brevetto Auer di Giovanni Maria Mataloni, poi definito dal critico Vittorio Pica come il primo cartellone italiano che, "per concezione, per fattura e per tiraggio", sia degno di stare a confronto con i migliori esemplari europei. Il critico, autore di molti articoli sulla rivista Emporium, rimase in seguito per Salce un punto di riferimento importante.
Al 1898 risalgono i primi documenti di una nutrita corrispondenza, che prosegue ininterrotta fino ai suoi ultimi anni di vita, con editori e tipografi specializzati nel ramo pubblicitario (Wild e Tensi di Milano, Alessandro Marzi di Roma, Salomone di Roma, Chappuis di Bologna, Ricordi di Milano, Cassan di Tolosa, Hirth's Verlag e Bruckmann di Monaco di Baviera), con le ditte e le aziende committenti, con gli stessi cartellonisti (del Mataloni rimase ammiratore fedele, al punto da commissionargli il disegno della sua carta intestata), con gallerie specializzate (Sagot di Parigi).
Secondo un metodo tipico di ogni collezionista, Salce scambia pezzi doppi con gli esemplari che desidera. La corrispondenza con Sagot lo testimonia con evidenza fin dai primi anni: scambia Adolf Hohenstein con Jules Chéret, Giovanni Battista Carpanetto con Alfons Mucha, Aldo Mazza con Orlando Orlandi, ma sembra che il flusso maggiore sia, già fin dal 1898, da Treviso verso Parigi.
La "sede" della collezione fu la vasta soffitta della sua casa in Borgo Mazzini a Treviso, alla morte destinata alla casa di riposo che porta oggi il suo nome.
Salce farà in tempo a vedere spenta la grande stagione della pubblicità sui manifesti; quando muore, nel dicembre 1962, Carosello ha già iniziato da diversi anni le trasmissioni ed è significativo che l'interesse per la immensa collezione (esattamente 24.580 manifesti) da lui lasciata allo Stato, maturi solo dopo molto tempo, a partire dalla metà degli anni settanta.

## Opere
Salce fu autore di un paio di manuali di ragioneria, uno di contenuto pratico, l'altro di speculazione matematica.

## Il museo nazionale Collezione Salce
Il Museo nazionale Collezione Salce conserva la più ampia raccolta di grafica pubblicitaria esistente in Italia donata allo Stato italiano da Ferdinando Salce. Il Museo ha due sedi, entrambe nel centro storico della città di Treviso a poca distanza fra loro.
La sede di San Gaetano è la prima sede della Collezione ad essere aperta al pubblico, inaugurata il 26 maggio 2017. Il museo si affaccia sul sagrato dell'omonima chiesa di San Gaetano (o San Giovanni al Tempio) e si articola su quattro piani, che ospitano spazi di servizio e sale espositive appositamente ideate per i materiali grafici, per una superficie espositiva di 216 m². L'offerta museale non ha configurazione permanente: per scelta scientifica e per ragioni conservative, i materiali della Collezione Salce sono esposti a rotazione nell'ambito di mostre temporanee di carattere monografico o tematico.
La sede dell'ex chiesa di Santa Margherita è stata inaugurata il 12 giugno 2021 in seguito al recupero e al restauro realizzati grazie ai finanziamenti del Ministero della Cultura e al contributo della Regione del Veneto. Le sue maestose dimensioni hanno reso possibile la compresenza, al suo interno, di spazi espositivi (una superficie di 700 m²), del laboratorio di restauro e del caveau realizzato appositamente per conservare l'intera Collezione.